# بشارة الخوري (شاعر)

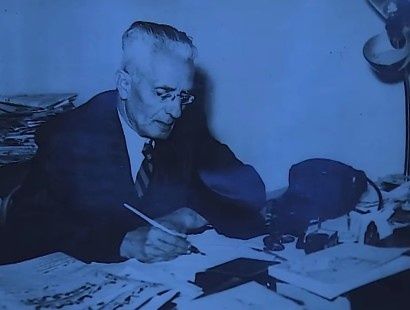
بشارة الخوري الأخطل الصغير في مكتبه

بشارة عبد الله الخوري المعروف باسم الأخطل الصغير (1885- 1968 م) شاعر لبناني مجيد، لقِّب أيضًا بـ «شاعر الحب والهوى» و«شاعر الصِّبا والجمال»، غنَّى من شعره كبارُ المطربين. وسبب تسميته بالأخطل الصغير اقتداؤه بالشاعر الأموي الأخطل التغلبي.

## سيرته
ولد في إهمج عام 1885، وتلقى تعليمه الأولي في الكتَّاب ثم أكمل في مدرسة الحكمة والفرير وغيرهما من مدارس ذلك العهد. ويعد من رواد التجديد في الشعر العربي المعاصر ويمتاز شعره بالغنائية الرقيقة والكلمة المختارة بعناية فائقة. وصلت شهرته إلى الأقطار العربية، وكرم في لبنان والقاهرة، في حفل تكريمه بقاعة الأونيسكو ببيروت سنة 1961. كان قد تسلم مسؤولية نقابة الصحافة في العام 1928. أنشأ حزبًا سياسيًا عرف باسم حزب الشبيبة اللبنانية، وانتخب رئيسًا لبلدية برج حمود عام 1930.
غنى له محمد عبد الوهاب ووديع الصافي وفيروز وفريد الأطرش وأسمهان. ولم يبايع بإمارة الشعر العربي بعد أحمد شوقي سوى بشارة الخوري وعباس محمود العقاد، وإذا كان العقاد قد عادت له مكانته الشعرية في المختارات التي نشرها له الشاعر فاروق شوشة، فإن بشارة الخوري ظل حيا في أغاني عبد الوهاب «جفنه علم الغزل» و«الهوى الشباب» و«يا ورد مين يشتريك» التي مزج فيها العامية بالفصحى في تجربة فريدة، وفي أغنية أسمهان الرائعة «اسقِنيها» وعنوانها في ديوانه الصادر عن «مكتبة الأسرة»، طبعة «الهيئة المصرية العامة للكتاب» 1997، «بأبي أنت وأمي».

## أعماله

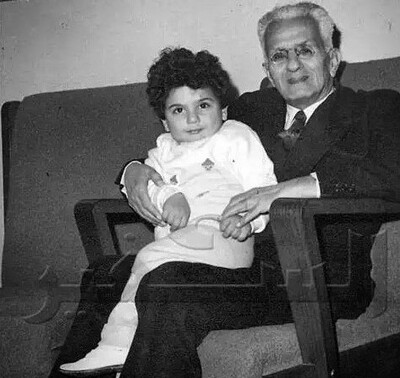
بشارة الخوري الأخطل الصغير وفي حجره حفيده بشارة الخوري الموسيقار الشاعر

### شعر
صدر له من الدواوين الشعرية
- ديوان الهوى والشباب عام 1953.
- ديوان شعر الأخطل الصغير عام 1961.

## اقتباسات من أشعاره ومؤلفاته
ومن أجمل قصائده قصيدة عش أنت وأغنية أضنيتني بالهجر، والتي غناهما الموسيقار فريد الأطرش وأبدع في تلحينهما.
قصيدة عش أنت
أغنية أضنيتني بالهجر
من أشهر أعماله التي تغني بها نجوم الفن والغناء في الوطن العربي، قصيدة «يبكي ويضحك» والتي تغنت بها السيدة فيروز.
وكذلك تغني الموسيقار محمد عبد الوهاب برائعته «جفنه علم الغزل».
وربما كانت قصيدة الهوى والشباب التي حمل الديوان الشهير عنوانها اقرب إلى شعر اللوعة فهو فيها يخاطب قلبه مرة وحبيبه مرة ويكاد اليأس يغلبه حين يقول:
وهناك أيضا قصيدة شهيرة تغنت بها فيروز وهي تحمل اسم «يا عاقد الحاجبين» وهي تقول:

## وفاته
توفي الأخطل الصغير بشارة الخوري في بيروت، يوم الأربعاء 6 جُمادى الأولى 1388هـ الموافق 31 يوليو 1968م.